# Antoni Contreras Mas
Antoni Contreras Mas (Palma, 1951) és un metge psiquiatre i investigador de la història de la medicina i de la cuina a Mallorca.

## Biografia
Des de 1988 va ser cap de secció de l'Hospital Psiquiàtric de Palma. Ha publicat articles sobre història de la cuina i la gastronomia, principalment sobre les mallorquines, a revistes especialitzades i publicacions dels professionals del ram. Al diari Ultima Hora i a Brisas hi signa les seccions «Menjar i beure» i «Racó dels amics del vins» des de fa prop de vint anys. Ha dictat conferències i col·laborat en cursos sobre història de la gastronomia i cuina de Mallorca a la Universitat Oberta de Palma, les Universitats de Tarragona i la de Girona, l'Escola de Hosteleria de la UIB, al Centre de Professors de la Conselleria d'Educació i Cultura del Govern Balear i empreses privades.

## Obra
Ha publicat: El “menjar blanc”: orígenes y evolución de un plato (1996); "La sobrassada de Mallorca. Cuina i cultura" (2000); "La cuina i el temps" (2002), en col·laboració amb Antoni Piña; "Els dolços del cardenal Despuig" (2014), amb Alexandre Font; "Capítols de cuina mallorquina" (2014); "Cuina en temps de Ramon Llull (1232-1315)" (2017) i "Capítols dolços de cuina mallorquina" (2018).